# Варум, Анжелика
Анжели́ка Вару́м (настоящее имя — Мари́я Ю́рьевна Вару́м; род. 26 мая 1969, Львов) — советская и российская эстрадная певица, актриса, автор песен, заслуженная артистка РФ (2011).
Член Международного союза деятелей эстрадного искусства. Трёхкратная обладательница Национальной Российской премии «Овация», лауреат ежегодного фестиваля «Песня года».
Первый альбом певицы «Good Bye, мой мальчик» был выпущен в 1991 году, с тех пор вышло 16 номерных альбомов.

## Биография

### Начало творческого пути
Родилась 26 мая 1969 года во Львове в семье композитора Юрия Варума (1949—2014) и театрального режиссёра Галины Михайловны Шаповаловой.
За фортепиано села в 5 лет, а гитару взяла в руки в школьные годы и уже в выпускных классах ездила на гастроли со школьным театром, исполняя украинские народные песни и аккомпанируя себе на гитаре.
После школы поступала в Театральный институт имени Бориса Щукина в Москве, но не поступила, после чего стала работать бэк-вокалисткой на студии отца. Несколько лет была бэк-вокалисткой у ряда эстрадных певцов, а также была клавишницей в группе «Комбинация»

### 1990-е годы
В 1990 году по просьбе отца записала песни «Полуночный ковбой», «Здравствуй и прощай», которые в короткий срок стали шлягерами. С песней «Полуночный ковбой» состоялся дебют певицы в программе «Утренняя звезда» и в «Олимпийском».
В 1991 году вышел первый диск певицы — «Good Bye, мой мальчик».
Работала в театре песни Аллы Пугачёвой в 1992 году.
В 1993 году вышел альбом «Ля-ля-фа». В него были включены одиннадцать треков, в том числе одноимённая песня, а также композиция «Художник, что рисует дождь», автором текста стал Кирилл Крастошевский, на которую режиссёром Олегом Гусевым был снят первый клип. Песня «Городок» в альбоме стала одной из «визитных карточек» певицы и финальной заставкой одноимённой телепрограммы. В 1993 году Варум впервые вышла в финал фестиваля «Песня года» с песней «Ля-ля-фа».
В начале 1995 года вышел диск «Избранное». Чуть позже в этом же году был выпущен альбом «Осенний джаз», завоевавший премию «Овация», как «Лучший альбом» 1995 года, одноимённый клип стал «Лучшим клипом» 1995 года, а Анжелика Варум была признана «Лучшей певицей» 1995 года.
В пятый альбом «В двух минутах от любви» (1996) вошли двенадцать композиций, в том числе и песни, на которые были сняты клипы: «серебряное» видео «Ни ответа, ни привета», ставшее одним из номинантов на приз «Золотое яблоко» фестиваля «Поколение—1996», и «Не сегодня» — один из первых в России прецедентов сочетания живых и мультипликационных героев.
Тогда же на российском рынке появились духи «Анжелика Варум».
Альбом «Зимняя вишня» (1996). Песни «Это всё для тебя», «Другая женщина» и «Зимняя вишня» несколько месяцев занимали верхние строчки хит-парадов популярных радиостанций. Премьера концертной программы «Сны Анжелики» удачно прошла в Санкт-Петербурге в концертном зале «Октябрьский».
В 1997 году режиссёр Леонид Трушкин пригласил Анжелику Варум сыграть роль в антрепризном спектакле «Поза эмигранта» по пьесе Ганны Слуцки «Банкир». В октябре в Театре имени Е. Вахтангова в Москве и в ноябре в Мюзик-Холле в Санкт-Петербурге состоялась премьера. В постановке принимали участие Людмила Гурченко, Евгения Симонова, Армен Джигарханян, Ольга Волкова. Спектакль собрал множество положительных рецензий, а Варум за исполнение этой роли стала лауреатом премии «Чайка
». В этом же году в Москве прошла премьера сольной концертной программы Анжелики «Четыре шага в облака».
1997 год стал для Варум годом начала творческого сотрудничества с Леонидом Агутиным. Позже творческий союз перерос в семейный, а 9 февраля 1999 года у них родилась дочь Елизавета.
В 1999 году вышли седьмой сольный альбом «Только она» и альбом «The Best» — итог 10-летней концертной деятельности Варум. В это же время состоялся дебют певицы в кино — она снялась в одной из главных ролей в фильме «Небо в алмазах» режиссёра Василия Пичула.
Через год вышел совместный диск Варум и Агутина «Служебный роман», а также новая совместная программа «Половина сердца», с которой артисты гастролировали по России.

### 2000-е годы
Весной 2001 года состоялись совместные концерты Варум, Агутина и Эла Ди Меолы. В августе 2001 года была создана рекорд-компания «Varum Records Company», в которую как артист, музыкант и продюсер вошла и Анжелика Варум.
2002 год — новый диск «Стоп, любопытство» и новые шоу-программы «Римские каникулы» (дуэтная с Агутиным) и «Стоп, любопытство».
В 2003 году Варум сыграла одну из ролей в детективе «Каменская 3: Когда боги смеются», а чуть позже выпустила песню «Пожар».
В следующем году Варум и Агутин гастролировали. Весенние концерты «Я буду всегда с тобой» собрали два аншлага в ГЦКЗ «Россия».
В Новогоднюю ночь 2005 года на экраны России вышел фильм «Двенадцать стульев» — мюзикл, снятый по мотивам произведения Ильфа и Петрова, в котором Анжелика Варум сыграла Эллочку-людоедку. В том же году вышла и сольная программа Варум и Агутина — «Ты и я».
Параллельно Варум помогала Агутину с записью его англоязычного проекта. Совместный диск Агутина и Эла Ди Меолы «Cosmopolitan Life» появился в продаже в Европе весной 2005 года и сразу же попал на верхние строчки хит-парадов. Альбом содержит десять композиций, в том числе и дуэтную песню «If I’ll Get a Chance». Помимо этого, голос Анжелики Варум можно услышать и на вокальных партиях других песен в альбоме.
В 2007 году Варум записала новый дуэт с Агутиным — «Две дороги, два пути». Песня получила несколько музыкальных премий, в том числе «Золотой граммофон». В конце года певица выпустила девятый альбом «Музыка», состоящий из двух дисков.
В 2008 году вышел клип «Где ты».
Лето 2008 года отмечено совместным проектом семьи Варум-Агутиных с семьёй Владимира Преснякова и Натальи Подольской — вышла работа «Быть частью твоего». Осенью этого же года Варум и Агутин дали несколько концертов в Государственном Кремлёвском дворце.
24 ноября 2009 года студийный диск Варум «Если он уйдёт». Альбом был выпущен компанией «Квадро-диск», и в него вошли 10 композиций. В нём Варум впервые проявила себя как автор лирики к части песен. На композиции «Если он уйдёт» и «Давай забудем всё» сняты видеоклипы, при этом в качестве режиссёра последней работы выступила сама певица. Также в проекте состоялась премьера творчества композитора Михаила Варума — младшего брата Анжелики — с композицией «Этюд».

### 2010-е годы
В 2010—2011 году Варум с Агутиным дали ряд концертов в рамках концертных туров во многих крупных городах России, а также в ряде европейских стран и США. В Москве в Кремлёвском дворце прошли большие концерты с джазменом, кубинским флейтистом Орландо Валле «Маракой». Также совместно с Пресняковым-младшим и Подольской были сыграны квартетные концерты в Минске, Екатеринбурге, крупнейших городах Германии (Франкфурт, Гамбург и др.) и в Москве.
В 2011 году начала подготовку новых версий её хитов авторства отца — Юрия Варума. На концертах исполнены песни «Осенний джаз», «Good bye, my love», «Художник», «А девочка мальчика ждёт». Песни «Зимняя вишня» и «Пожар» Варум представила как начало нового танцевального проекта, которому посвятила весь 2012 год. В начале года была представлена песня «Нарисуй любовь», летом на фестивале в Юрмале состоялась премьера новой версии «Лао», в конце года появился клип на песню «Где ты». Также в 2012 году Варум в дуэте с дирижёром Сергеем Жилиным приняла участие в четвёртом сезоне музыкального телепроекта «Две звезды» на Первом канале, где их пара заняла третье место.
В 2013 году записывала новые песни и готовила клубную программу, визитной карточкой которой стала песня «Сумасшедшая». Песня стала заглавной для 13-го номерного альбома певицы.
В 2016 году выпустила альбом «Женщина шла», где выступила как автор всех текстов, написанных на музыку Игоря Крутого.
В 2018 году после пожара в торговом центре в Кемерове Варум исключила из репертуара песню «Зимняя вишня». По словам Леонида Агутина, возвращение этой песни в её репертуар не представляется возможным, однако не исключает того, что эта песня в скором времени перестанет вызывать ассоциации с трагедией в Кемерове. В том же году выпустила альбом «На паузу», ставший 15-м в её музыкальной карьере. Альбом состоит из 10 композиций: 7 сольных и 3 дуэтных.
30 октября 2020 года состоялся релиз альбома «Грустная bossa», записанного совместно с автором всех песен Надеждой Новосадович (Садо). Альбом включает 10 сольных композиций, среди которых 4 сингла.

## Семья
Отец — Юрий Варум (1949—2014), советский и российский композитор, аранжировщик. Мать — Галина Михайловна Шаповалова (род. 1950), режиссёр театра.
Брат (единокровный) — Михаил Варум, композитор.
Первый муж — фотограф Максим Никитин, бывший одноклассник Анжелики Варум. Они вместе работали (Никитин был осветителем) и прожили в браке 8 лет.

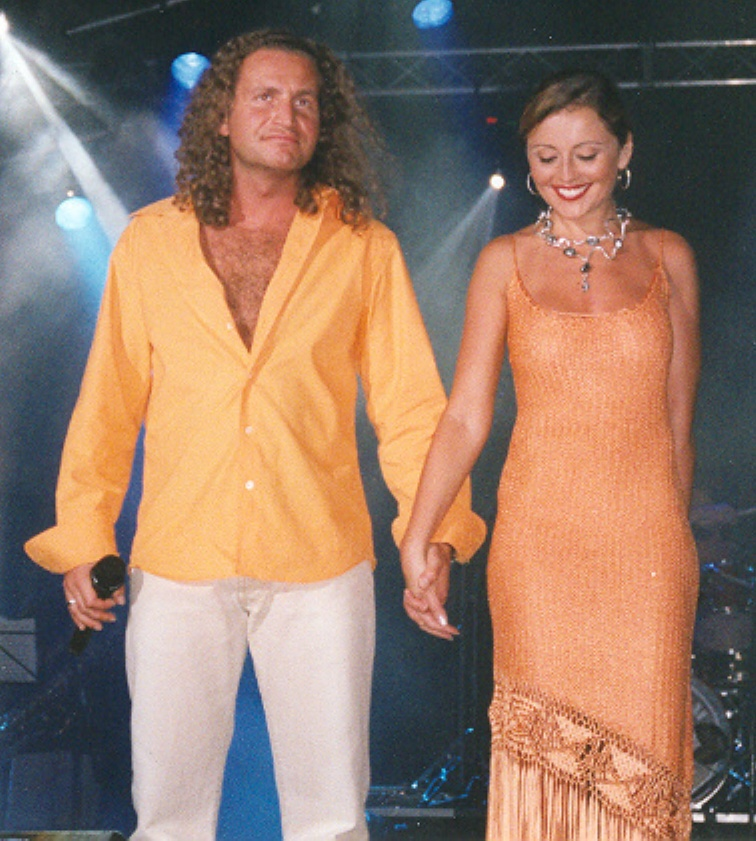
Леонид Агутин и Анжелика Варум в 2003 году, Тель-Авив

Второй муж — Леонид Агутин (род. 16 июля 1968), российский певец, поэт-песенник, композитор, музыкант, заслуженный артист РФ (2008). Пара вместе с 1997 года. Брак супруги заключили в июле 2000 года в России, а свадьбу сыграли в Венеции.
Дочь — Елизавета-Мария Варум-Агутина (род. 9 февраля 1999). С 2003 года жила в Майами с дедом Юрием Варумом, его женой и дядей Михаилом (братом Анжелики). Создала рок-группу «Without Gravity» («Без притяжения»), с которой выступала на концертах в школах, пишет музыку, играет на гитаре. Выступает с концертами в ночных клубах под псевдонимом Лиз Холлоуэй.

## Творчество

### Дискография
- 1991 — «Good bye, мой мальчик»
- 1993 — «Ля-ля-фа»
- 1995 — «Осенний джаз»
- 1996 — «В двух минутах от любви»
- 1996 — «Зимняя вишня»
- 1999 — «Только она…»
- 2000 — «Служебный роман»
- 2002 — «Стоп, любопытство!»
- 2007 — «Музыка»
- 2009 — «Если он уйдёт»
- 2013 — «Сумасшедшая»
- 2016 — «Женщина шла»
- 2018 — «На паузу»
- 2020 — «Грустная bossa»

### Концертные туры
- 2013 — «Как не думать о тебе?» Анжелика Варум и Леонид Агутин

### Фильмография
- 1992 — Джулия
- 1995 — Старые песни о главном (музыкальный телефильм) — девушка в лодке
- 1996 — Старые песни о главном 2 (музыкальный телефильм) — соседка замечательного соседа
- 1997 — Старые песни о главном 3 (музыкальный телефильм) — жена Штирлица / певица на танцплощадке
- 1999 — Небо в алмазах — Вика
- 1999 — Д. Д. Д. Досье детектива Дубровского — Лена Посадская
- 2000 — Старые песни о главном. Постскриптум (музыкальный телефильм) — Мэрилин Монро
- 2003 — Каменская-3: Когда боги смеются — Светлана Медведева
- 2005 — Ночь в стиле Disco
- 2005 — Двенадцать стульев — Эллочка-людоедка
- 2006 — Первый скорый — певица в ресторане
- 2006 — Первый дома[25] — певица на площади
- 2008 — Новогодняя ночь 2008 на Первом
- 2008 — Красота требует…[26]
- 2009 — Новогодняя ночь 2009 на Первом

### Озвучивание мультфильмов
- 2020 — Чебурашка. Секрет праздника — Чебурашка
- 2021 — Спокойной ночи, малыши! — робот-помощник Айтиша

## Признание

### Государственные награды и звания
- 2011 — почётное звание «Заслуженный артист Российской Федерации» — за заслуги в области искусства[2].

### Общественные награды и премии

#### Премии «Золотой граммофон»
- 1996 — лауреат премии за песню «Зимняя вишня» (I церемония).
- 1997 — лауреат премии в дуэте с Леонидом Агутиным за песню «Королева» (II церемония).
- 1998 — лауреат премии в дуэте с Леонидом Агутиным за песню «Февраль» (III церемония).
- 1999 — лауреат премии в дуэте с Леонидом Агутиным за песню «Всё в твоих руках» (IV церемония).
- 2002 — лауреат премии в дуэте с Леонидом Агутиным за песню «Если ты когда-нибудь меня простишь» (VII церемония).
- 2007 — лауреат премии в дуэте с Леонидом Агутиным за песню «Две дороги, два пути» (XII церемония).
- 2012 — лауреат премии в дуэте с Леонидом Агутиным за песню «Как не думать о тебе» (XVII церемония)[27].

#### Театральная премия «Чайка»
- 1997 — лауреат российской театральной премии «Чайка» за исполнение роли украинки Кати в антрепризном спектакле «Поза эмигранта» режиссёра Леонида Трушкина по пьесе Ганны Слуцки «Банкир» в Театре имени Е. Вахтангова в Москве и в Санкт-Петербургском Мюзик-Холле[9][10].

## Парфюмерия
- Духи «Анжелика Варум» — официальный аромат Анжелики Варум, создан в 1996 году французским парфюмером Жаком Кавалье[28], выпускались концерном «Калина» до 2008 года, аромат ландыша и бутона зелёной розы, после 2008 года выпускаются похожие ароматы «Анжелика Варум»[29].